# Colegio Maris Stella
El Colegio Maris Stella es un centro educativo en Negombo, se trata de uno de los mejores y más antiguos Colegios católicos del país asiático de Sri Lanka, fundado por los Hermanos Maristas en 1922. Su historia comenzó cuando Cuatro hermanos religiosos de la orden religiosa de los Hermanos Maristas llegaron a Negombo, en 1918 y se hicieron cargo de la gestión del Colegio de Santa María. En 1922, la escuela se trasladó a su actual emplazamiento y asumió el nuevo nombre de Colegio Stella Maris. La historia de la Escuela Primaria se remonta a 1921 cuando el Hno. Lewis estaba a cargo de la Escuela Primaria.